# 吉娜·金斯伯里
吉娜·金斯伯里（英語：Gina Kingsbury，1981年11月26日—），加拿大女子冰球运动员。她曾代表加拿大国家队参加2006年和2010年冬季奥林匹克运动会冰球比赛，获得二枚金牌。